# Yakovlev Yak-36
Yakovlev Yak-36 (tên hiệu NATO: Freehand) là một máy bay chiến đấu đa công dụng VTOL theo công nghệ của Xô Viết.
Máy bay này có các động cơ đẩy vec tơ, giống như loại Harrier.
Một động cơ được lắp phía trước buồng lái và động cơ kia dưới buồng lái. Khí được thoát ra từ họng véc tơ ở trọng tâm của máy bay có góc véc tơ khoảng 90º.
Chiếc Yak-36 đã bay nhào lộn lần đầu vào ngày 9 tháng 1 năm 1963, sự đổi kiểu đầu tiên từ cách cánh thẳng đứng sang bay về phía trước và bay về phía sau sang hạ cánh thẳng đứng vào ngày 16 tháng 9 năm 1963.
Bước phát triển tiếp theo là Yak-38, loại máy bay đã bay lần đầu vào năm 1971 với tên gọi Yak-36MP.

## Các thông số kỹ thuật (Yakovlev Yak-36)

### Thông số chung
- Phi hành đoàn: 1 người
- Chiều dài máy bay: 16,75 m
- Sải cánh: 7,4 m
- Chiều cao: 4,4 m
- Diện tích cánh: 17m²
- Trọng lượng rỗng: 8200 kg
- Trọng lượng cất cánh tối đa: 11.800 kg
- Động cơ:Tumansky R-28-300 + 2xTumansky RD-36
- Loại phản lực: động cơ phản lực cánh quạt đẩy
- Số lượng vòi phun: 3

### Thông số vận hành
- Lực đẩy: 62 kN
- Tốc độ tối đa: 1150 jm/h
- Tầm bay: 410 km
- Trần bay: 12000 m

## Các nội dung liên quan

### Máy bay có cùng sự phát triển
Yak-38

### Máy bay có tính năng tương đương
Hawker Siddeley Kestrel